# Acadamh na hOllscolaíochta Gaeilge
L'Acadamh na hOllscolaíochta Gaeilge (Acadèmia Universitària Gaèlica) fou establerta sota els auspicis de la Universitat Nacional d'Irlanda a Galway en 2004 per tal de desenvolupar l'ensenyament universitari en gaèlic irlandès. An tAcadamh treballa en cooperació amb facultats, departaments i altres depèndències universitàries per a desenvolupar la gamma i nombre de programes que s'ofereixen en gaèlic irlandès al campus i als centres de l'Acadamh a la Gaeltacht situats a An Cheathrú Rua, Carna i Gaoth Dobhair.
L'Acadamh es va crear originalment com un projecte ideològic amb una missió per ajudar a preservar les àrees de llengua irlandesa o Gaeltacht davant l'ús creixent de la llengua anglesa. A mesura que el Gaeltacht es va desplomar en una xarxa de famílies de parla irlandesa, en lloc d'una comunitat lingüística coherent, el paper de l'Acadamh en una era post-Gaeltacht encara no estava clar.